# Скоморохово (Волковская волость)
Скоморохово — деревня в Островском районе Псковской области. Входит в состав Островской волости.
Расположена в 16 км к северу от города Остров и в 2 км к юго-востоку от деревни Дуловка.
| 2001 | 2002 | 2010 | 2013 |
| ---- | ---- | ---- | ---- |
| 4    | →4   | ↘2   | →2   |

## История
До 2005 года деревня входила в состав ныне упразднённой Дуловской волости, затем, до апреля 2015 года входила в состав ныне упразднённой Волковской волости района.